# Công nhận các cặp cùng giới ở Hàn Quốc
Hàn Quốc không công nhận hôn nhân cùng giới cũng như bất kỳ hình thức liên minh pháp lý nào khác cho các cặp cùng giới.

## Công nhận hạn chế
Năm 2019, Chính phủ Hàn Quốc tuyên bố sẽ công nhận vợ/chồng cùng giới của các nhà ngoại giao nước ngoài đến sống ở Hàn Quốc. Sự công nhận không dành cho người phối ngẫu cùng giới của các nhà ngoại giao Hàn Quốc sống ở nước ngoài, ít hơn nhiều so với các cặp cùng giới Hàn Quốc. Kể từ tháng 10 năm 2019, những người hưởng lợi duy nhất của chương trình này là Đại sứ New Zealand Philip Turner và ông xã Hiroshi Ikeda. Turner và Ikeda đã tham dự một buổi tiệc chiêu đãi chính thức với Tổng thống Moon Jae-in và vợ ông Kim Jung-sook tại Nhà Xanh tháng đó với tư cách là "vợ chồng hợp pháp". Kyudok Hong, giáo sư tại Đại học Phụ nữ Sookmyung, đã nói rằng "[điều này] cho thấy một cách tượng trưng rằng việc công nhận hôn nhân cùng giới là một xu hướng toàn cầu và Hàn Quốc không thể bỏ qua nó."

## Dư luận
Vào tháng 4 năm 2013, một cuộc thăm dò của Gallup cho thấy 25% người Hàn Quốc ủng hộ hôn nhân cùng giới, trong khi 67% phản đối và 8% không biết hoặc từ chối trả lời. Một cuộc thăm dò của Ipsos tháng 5 năm 2013 cho thấy 26% số người được hỏi ủng hộ hôn nhân cùng giới và 31% khác ủng hộ các hình thức công nhận khác cho các cặp cùng giới.
Một trang web mai mối đã hỏi 616 người trong khoảng thời gian từ 25 tháng 7 đến 1 tháng 8 năm 2015 về quan điểm của họ về hôn nhân cùng giới. Gần 70% số phụ nữ được hỏi đồng ý rằng hôn nhân cùng giới là chấp nhận được, trong khi 50% nam giới chống lại việc hợp pháp hóa hôn nhân cùng giới. Đa số những người được hỏi ủng hộ hôn nhân cùng giới cho biết họ làm như vậy vì hôn nhân là lựa chọn cá nhân (68%), 14% cho rằng xu hướng tình dục được xác định bởi tự nhiên và 12% cho rằng sẽ giúp chấm dứt phân biệt đối xử.
Một cuộc thăm dò năm 2017 của Gallup Korea cho thấy 58% người Hàn Quốc chống lại hôn nhân cùng giới, trong khi 34% ủng hộ và 8% vẫn chưa quyết định. Một cuộc khảo sát khác vào tháng 12 năm 2017 do Gallup thực hiện cho MBC và Chủ tịch Quốc hội báo cáo rằng 41% người Hàn Quốc cho rằng nên cho phép kết hôn cùng giới, 53% phản đối điều đó.
Hỗ trợ công cộng cho hôn nhân cùng giới đang phát triển nhanh chóng. Trong năm 2010, lần lượt 31% và 21% người Hàn Quốc ở độ tuổi 20 và 30, đã hỗ trợ hợp pháp hóa các cuộc hôn nhân cùng giới. Trong năm 2014, những con số này đã tăng gần gấp đôi lên 60% và 40%. Hỗ trợ giữa những người trên 60 tuổi, tuy nhiên, vẫn không thay đổi (14% đến 15%).